# Соколов, Алексей Анатольевич
Алексей Анатольевич Соколо́в (1902 — 1964) — советский специалист торфяной промышленности.

## Биография
Родился в 1902 году в селе Сямжа (ныне Вологодская область) в семье священника.
Окончил школу, курсы техников путей сообщения и МСХА имени К. А. Тимирязева (1929, инженер-торфовед).
Работа: техник в Гидроторфе, конструктор в Торфострое и Инсторфе (Институте торфа), начальник групп (1935) и главный инженер ВИМТ (ВНИИ механизации торфяной промышленности), начальник КБ (1941), заместитель директора и директор ВНИИТП (Всесоюзного научно-исследовательского института торфяной промышленности).
Умер 14 сентября 1964 года после тяжелой болезни.
Брат — Николай Анатольевич Соколов, лауреат Сталинской премии.

## Награды и премии
- Сталинская премия второй степени (1951) — за разработку конструкции и освоение производства высокопроизводительных машин по добыче кускового торфа
- орден «Знак Почёта»
- медали
- Большая золотая медаль ВДНХ (1960)[1]